# 弘昀
弘昀（こういん、康熙39年8月7日(1700年9月19日) - 康熙49年10月25日(1710年12月10日)）は清の雍正帝の第二子であり、乾隆帝の異母兄。母は斉妃李氏。康熙39年8月7日に生まれ、康熙49年10月25日に早世、享年10歳。